# Ian Stewart (musicus)

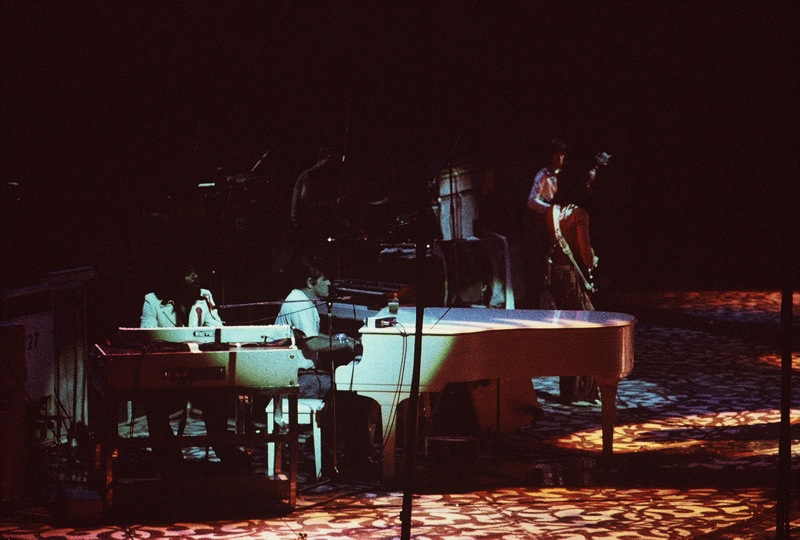
Ian Stewart en Billy Preston met de Rolling Stones (1975)

Ian Andrew Robert (Stu) Stewart (Pittenweem, Fife), 18 juli 1938 - Londen, 12 december 1985) was een Schotse rockpianist.

## Levensloop
Hoewel Stewart in Schotland werd geboren (zijn moeder reisde speciaal daarvoor terug uit Engeland), groeide hij op in Sutton, Surrey. Hij begon op zijn zesde jaar piano te spelen en later ook banjo. Hij bespeelde beide instrumenten in diverse amateurbands. Zijn muzikale voorkeuren waren rhythm-and-blues, boogiewoogie, blues en bigbandjazz. Hij was de eerste die reageerde op een advertentie van Brian Jones (2 mei 1962, Jazz News), waarin deze muzikanten zocht voor het oprichten van een rhythm-and-bluesband. Enkele weken later voegden zich ook Mick Jagger, Keith Richards, Dick Taylor en nog enkele anderen bij het gezelschap. Hij is jarenlang de vaste live-pianist geweest van  The Rolling Stones. Hij werd ook wel de zesde Stone genoemd.
Tot mei 1963 maakte hij gewoon deel uit van de band, maar met de komst van manager Andrew Loog Oldham moest hij uit de groep. Oldham vond hem te gewoon en niet passen in het 'ruige' uiterlijk van de band. Stewart bleef aan als roadie en pianist.
Stewart werkte in 1962 bij ICI (Imperial Chemical Industries) als administratief transportcoördinator. Toen The Rolling Stones een feit waren, gebruikte hij zijn bureautelefoonnummer als correspondentiecontact voor de band. Hij kocht een Volkswagenbusje, dat het vaste vervoermiddel voor de band werd (met hem als chauffeur, nog niet wetende dat hij uiteindelijk de vaste roadie van de band zou worden). Er zijn veel hilarische anekdotes rondom de reizen met dat busje beschreven. Zijn rol als roadie veranderde geleidelijk, naarmate de concerten van The Rolling Stones zowel in grootte als frequentie groeiden. Hij voelde zich in hoge mate verantwoordelijk voor het goed verlopen van alles en kreeg daarom steeds meer taken.
Hij beheerde jarenlang de fameuze Rolling Stones Mobile Studio, waarvan, naast The Rolling Stones zelf, grootheden als Led Zeppelin, The Who en Deep Purple gebruik maakten voor de opname van inmiddels legendarische lp's.
Eind jaren zeventig formeerde hij, tussen de Stones-activiteiten door, de band Rocket 88, die voornamelijk muziek van zijn smaak speelde, met daarin onder andere Charlie Watts, Jack Bruce en Alexis Korner. Hij maakte met hen een lp met de gelijknamige titel.
Stewart kan beschreven worden als een zeer aimabel, maar tegelijkertijd ook eigenzinnig persoon. Over zijn smaak, of het nu muziek, kleding, sport of eten was, viel niet te twisten. Hij was een fanatiek golfer. Hoewel hij veelal op de achtergrond opereerde, was hij niet alleen binnen het Stones-circuit, maar ook bij veel anderen zoals Jimmy Page, Eric Clapton, Jeff Beck, George Thorogood, geliefd door zijn bescheidenheid en loyaliteit. Hij stond bij hen ook in hoog aanzien wat betreft zijn pianospel.
Hij overleed in 1985 op 47-jarige leeftijd aan de gevolgen van een hartaanval. Hij liet een vrouw en zoon achter.

## Muzikale prestaties
Stewart heeft met piano, orgel, marimba's en percussie bijgedragen aan alle lp's van The Rolling Stones die zijn uitgebracht tussen 1964 en 1983, met uitzondering van Beggars Banquet. Hij speelt piano in het nummer Rock and roll op Led Zeppelin IV, evenals in het nummer Boogie with Stu op Physical Graffiti: een dubbel-lp van diezelfde band. Op de lp Bad to the Bone van George Thorogood and the Destroyers speelt hij piano en orgel op diverse nummers. Een andere belangrijke bijdrage is op de lp London Sessions van Howlin' Wolf, waaraan naast Charlie Watts en Bill Wyman ook Eric Clapton, Ringo Starr, Klaus Voormann en Steve Winwood meedoen. Deze Lp is uitgebracht in 1971. Eind jaren zeventig formeert hij de band Rocket 88 met o.a. Charlie Watts, voormalig Cream-man Jack Bruce en Alexis Korner, wat tot een lp met dezelfde titel resulteert.

## Speciale vermelding
Op verzoek van de overige Stones-leden wordt zijn naam in 1989 meegenomen in de Rock and Roll Hall of Fame als lid van deze band.
Op hun lp Dirty Work van 1986 eren de Stones hun toetsenman en roadie gedurende 30 seconden met een boogiewoogie van Stewart.

## Boogie 4 Stu
In april 2011 heeft Ben Waters zijn langverwachte tribute-cd Boogie 4 Stu uitgebracht met daarop een hommage aan Ian Stewart. Waters kwam als jochie bij Stewart over de vloer en werd daar bevangen door het boogiewoogie-virus. De cd bevat ook enkele bijdragen van The Rolling Stones. Uiteraard is Charlie Watts op diverse tracks te horen. Watts treedt de laatste twee jaar regelmatig op met Waters vaak aangevuld met Axel Zwingenberger (piano), jeugdvriend Dave Green (bass) en Jools Holland (piano). In die samenstelling spelen ze onder de naam ABCD of Boogie Woogie waarbij ABCD staat voor Axel Ben Charlie Dave.
Tracklist Boogie 4 Stu:
1. Boogie Woogie Stomp
2. Rooming House Boogie
3. Worried Life Blues (duet tussen Keith Richards en Ron Wood)
4. Boogie For Stu
5. Make Me A Pallet On Your Floor
6. Midnight Blues
7. Lonely Avenue
8. Watchin' The River Flow (een heuse Stones-reünie met Mick Jagger, Keith Richards, Ron Wood, Charlie Watts en Bill Wyman (die de Stones eind 1992 verliet)
9. Roll 'em Pete
10. Suitcase Blues
11. Bring It On Home (een opname van Rocket 88 opgenomen tijdens Montreux jazz met uiteraard Stu op piano)

- Bibliothèque nationale de France: cb14230073w (data)
- Gemeinsame Normdatei: 134531019
- International Standard Name Identifier: 0000 0001 1827 7401
- Library of Congress Control Number: no2001074297
- MusicBrainz: c13e1fe3-27e9-480f-b3b3-8bbb594c18ee
- Nationale Bibliotheek van Israël: 987007581662305171
- Virtual International Authority File: 88081086
- WorldCat: E39PBJyMgvgQyDBYV4CDyhttKd